# Ștefan Bezdechi
Ștefan Bezdechi (n. 24 aprilie 1886, Ploiești – d. 25 martie 1958, Cluj) a fost un filolog și traducător român.

## Biografie
A fost descendentul unei familii de origine aromână. Urmează studiile secundare la Liceul „Sfinții Petru și Pavel” din Ploiești, iar cele superioare la Facultatea de Litere și Filosofie a Universității din București, unde își ia licența în filologie clasică în anul 1911. La recomandarea mentorului său, Vasile Pârvan, pleacă la o specializare la Berlin (1915-1916), iar între 1923-1924 la Roma, făcând parte din prima serie de bursieri ai Școlii Române din Roma. Între timp, se refugiase o perioadă, din cauza Primului Război Mondial, în Danemarca, învățând daneza, norvegiana și suedeza. Își susține doctoratul cu teza De Demosthenis in Philippum orationequarta. Numit agregat stagiar încă de la înființarea Universității din Cluj, va deveni profesor titular aici în 1926. Va fi, de asemenea, director al Seminarului de Filologie Clasică, decan al Facultății de Litere și Filosofie din Cluj (1932-1933) și director al Institutului de Studii Clasice din Cluj (1932-1934).

Clasicist de marcă, fin traducător din marii poeți epici și lirici ai clasicismului antic, din filosofii greci și latini, precum și din umaniști reprezentativi, el a contribuit masiv la cunoașterea literaturilor eline, latine și bizantine în România.

## Opera

### Volume
- Aristofan și contemporanii săi, București, Cultura Națională, 1922
- Gânduri și chipuri din Grecia veche, Cluj, Institutul de Arte Grafice „Viața”, 1927
  - Gânduri și chipuri din lumea antică, ediție îngrijită, prefață, note și comentarii de Veronica (Hicea) Mocanu, Cluj, Editura Dacia, 1980; reeditare, Cluj, Editura Clusium, 2001
- Antologia liricilor greci, Cluj, Institutul de Arte Grafice „Viața”, 1927
- Antologia poeziei grecești (1800-1930), Cluj, Tipografia „Cartea Românească”, 1936
- Nicolae Olahus, primul umanist de origine română, Aninoasa-Gorj, Editura Ram, 1939
- Nonnos și Ovidiu, Sibiu, Tipografia „Cartea Românească din Cluj”, 1941
- Pentru clasicism, Sibiu, Tipografia „Cartea Românească din Cluj”, 1943
- Cronica inedită dela Blaj a protosinghelului Naum Râmniceanu (Adunarea hronologiei domnilor țării noastre) , Sibiu, Tipografia „Cartea Românească din Cluj”, 1944
- Fileb sau Despre supremul bine. Introducere la un dialog platonic, Cluj, Tipografia „Cartea Românească”, 1947

### Traduceri
- Hesiod (Munci și zile), Ovidiu (Tristia. Scrisori din Tomis), Euripide (Bacantele; Alceste; Ciclopul; Hipolit), Aristofan (Norii; Plutus; Păsările), Tucidide, Platon (Dialoguri), Aristotel (Metafizica; Statul atenian), Xenofon (Apologia lui Socrate; Ospățul; Din viața lui Socrate), Teofrast, Plutarh (Despre mânie; Despre liniștea sufletească; Despre limbuție), Marc Aureliu (Către sine însuși), Lucian din Samosata (Dialogurile morților și dialogurile zeilor), Thomas Morus (Utopia), Erasmus (Elogiul nebuniei), Atanasie cel Mare etc.

## Premii
- Premiul Academiei Române pentru traducerea Tristelor lui Ovidiu (1930)[4]

## Afilieri
- În 1945 este ales membru corespondent al Academiei Române, fiind exclus abuziv în 1948.